# Григорий VI (папа)
Папа Григорий VI (на латински: Gregorius.PP.VI) роден Йоан Граций (на латински: Johannes Gratianus) е глава на Католическата църква от 1045 г. до абдикацията си една година по-късно, 148-ия папа в Традиционното броене.